# Eduardo Vargas
Eduardo Jesús Vargas Rojas (n. 20 noiembrie 1989, Santiago de Chile, Chile) este un fotbalist chilian, care joacă pe post de mijlocaș lateral la Club Nacional în Prima Divizie Uruguayană. Pe plan internațional, are prezențe la națională pentru Chile, Chile U23⁠(d) și Chile U20⁠(d).
Apărând ca un talent de top la Cobreloa, Vargas a plecat la Universidad de Chile, unde a câștigat trei titluri, printre care și Copa Sudamericana 2011, unde a fost numit jucător al turneului. În 2011, a fost co-acordat fotbalistului chilian al anului și, de asemenea, a terminat ca finalist pentru fotbalistul sud-american al anului. În urma unui transfer de 11,5 milioane de lire sterline la Napoli, Vargas a avut ulterior împrumuturi la Grêmio, Valencia și Queens Park Rangers înainte de a pleca la Hoffenheim în 2015.
Este internațional absolut din 2010, Vargas a jucat peste 70 de meciuri pentru Chile, marcând 34 de goluri. A făcut parte din echipă la Cupa Mondială de FIFA 2014, Copa América din 2015, Copa América Centenario și Cupa Confederațiilor FIFA 2017. A terminat ca golgheter în victoriile lui Chile la 2015 Copa America și Copa América Centenario.